# Citizens Activ
Citizens Activ — третий студийный альбом канадского рэпера Manafest, вышел в 24 июня 2008 года, но японское издание появилось примерно на месяц раньше мирового релиза, Japanese Edition включала в себя два дополнительных трека, лейбл был тот же BEC Recordings, а вот продюсером стал Метью Самуэльс.

## Список композиций
| №   | Название                              | Длительность |
| --- | ------------------------------------- | ------------ |
| 1.  | «4321»                                | 2:41         |
| 2.  | «So Beautiful (feat. Trevor McNevan)» | 3:30         |
| 3.  | «Steppin' Out»                        | 2:37         |
| 4.  | «Good Day»                            | 2:43         |
| 5.  | «Free»                                | 3:57         |
| 6.  | «Break Up»                            | 3:30         |
| 7.  | «Top Of The World»                    | 3:20         |
| 8.  | «Kick It (feat. Trevor McNevan)»      | 3:12         |
| 9.  | «Lean On Me»                          | 3:13         |
| 10. | «Turn It Up»                          | 4:00         |
| 11. | «Live On»                             | 4:12         |
| 12. | «Out Of Time (Japanese Edition)»      | 3:41         |
| 13. | «Yahweh (Japanese Edition)»           | 4:25         |